# Neda Agha-Soltan
Neda Salehi Agha-Soltan escutarⓘ (em persa: نِدا آقاسُلطان – Nedā Āġā Soltān; Teerã, 23 de janeiro de 1982 – Teerã, 20 de Junho de 2009) foi uma manifestante iraniana assassinada ao ser alvejada por um membro da milícia Basij durante os protestos eleitorais no Irã em 2009 contra os resultados das eleições de 2009 que reelegeram o presidente Mahmoud Ahmadinejad.

## Biografia
Neda Agha-Soltan era a filha do meio de uma família de três filhos de um funcionário público e uma dona de casa que residiam em um apartamento no terceiro andar de um edifício da rua Meshkini, Tehrampars, proximidades de Teerã. Neda estudou Filosofia Islâmica na Universidade de Azad em Teerã, trabalhava em uma agência de viagens e estudava turco na esperança de um dia se tornar guia turística.
Neda Agha-Soltan gostava de viajar e visitou Dubai, Tailândia e a Turquia, onde dois meses antes de sua morte conheceu o seu noivo, o fotojornalista Caspian Makan de 37 anos. Atualmente, Neda Agha-Soltan chegou a aprender violino e aprendia canto, inclusive estando acompanhada do seu professor no momento em que foi alvejada. Ela também havia comprado recentemente um piano, que ainda não havia sido entregue no momento de sua morte.
Segundo declarações feitas a jornalistas por seu noivo Caspian Makan, Neda Agha-Soltan era uma pessoa apolítica e não havia apoiado nenhum candidato em particular nas eleições de 2009. Segundo seus amigos, Neda sempre foi uma pessoa relativamente apolítica, mas os resultados das eleições de 2009 haviam-na deixado indignada.
Seu professor de música, Hamid Panahi, que a acompanhava no momento em que foi alvejada e que apareceu a amparando no vídeo assistido por milhões de pessoas via internet declarou: "Ela não poderia ficar indiferente à tamanha injustiça" disse. "Tudo que ela desejava era a contagem correta dos votos dos cidadãos. A única coisa que ela desejava era estar presente como se dissesse: "Estou aqui, também votei e meu voto não foi contado.". Era uma forma pacífica de protesto, sem qualquer pretensão violenta ou agressiva.

## Morte

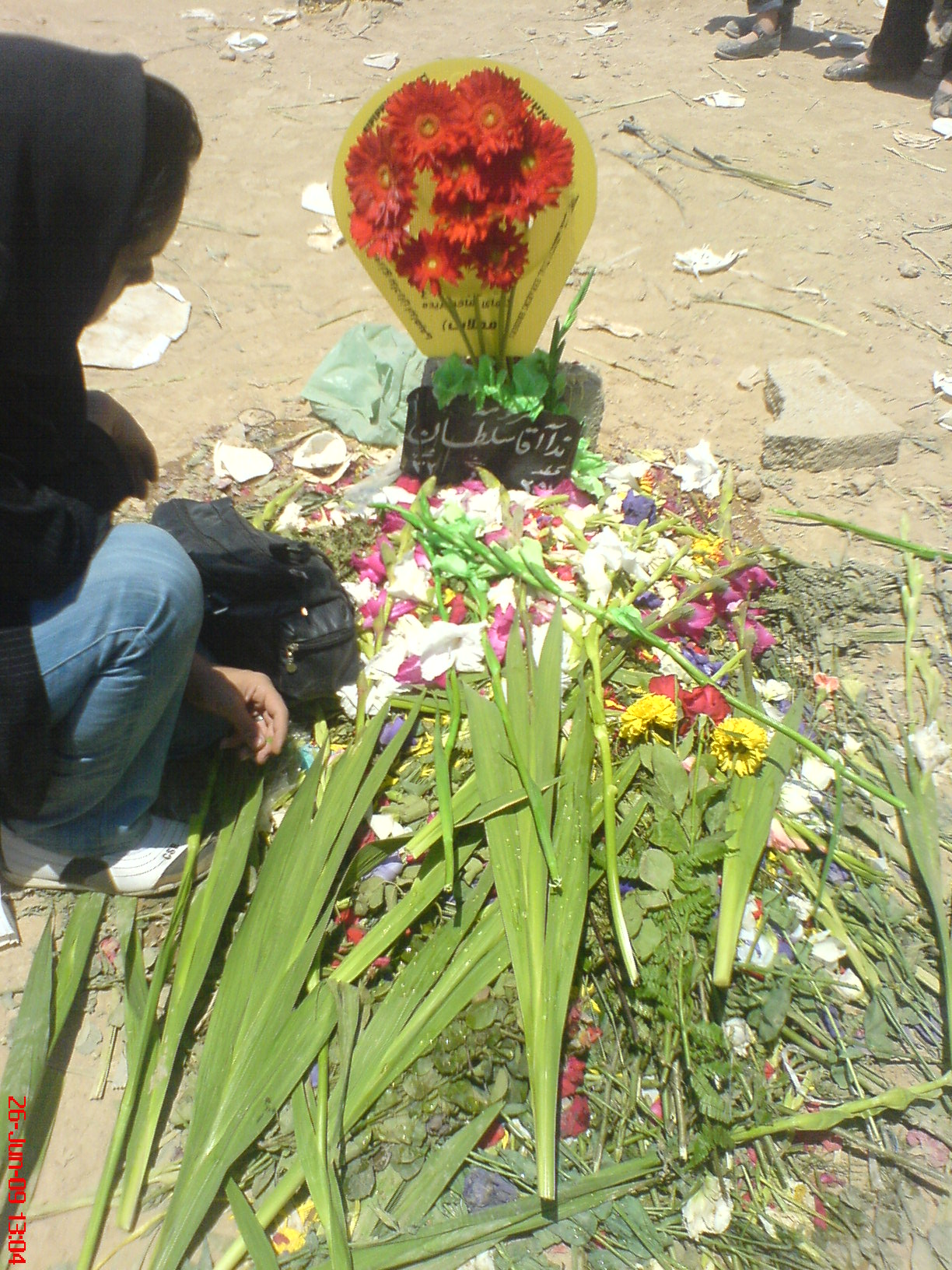
Campa de Agha-Soltan

Às 18h30 do dia 20 de junho de 2009, Neda Agha-Soltan foi alvejada e morta por membros da milícia Basij quando se dirigia com seu Peugeot 206 para uma manifestação e encontrava-se presa em uma fila de trânsito na Rua Karegar e por causa do excessivo calor e um ar-condicionado defeituoso, resolvera caminhar até as manifestações.
Segundo testemunhas, Neda encontrava-se de pé, observando as manifestações a uma certa distância quando foi alvejada no peito por um paramilitar basij escondido em um telhado da vizinhança.
O Dr. Arash Hejazi, que a socorreu no momento em que foi atingida e que fugiu do Irã por medo de represálias relatou:
"Horário: 19:05 do dia 20 de Junho. Local: Avenida Kargar cruzamento com a rua Khosravi e rua Salehi. Uma mulher jovem, que se encontrava de pé ao lado do seu pai (posteriormente identificado como seu professor de música Hamid Panahi), assistindo aos protestos foi alvejada por um membro da milícia Basij escondido no telhado da casa de um civil. Ele tinha a clara intenção de matar a mulher e não havia como errar o tiro. Ele tinha como alvo seu coração. Como sou médico, então corri para socorrê-la, mas o projétil provavelmente tinha se estilhaçado e ela morreu em menos de dois minutos. 
Os protestos ocorriam a quase um quilômetro de distância e algumas pessoas fugiam das bombas de gás lacrimogênio lançadas contra os manifestantes através da rua Salehi. O vídeo foi filmado por um amigo meu que se encontrava atrás de mim enquanto eu a socorria."

## Documentário
O filme For Neda, de 70 minutos, produzido pela Mentorn Media para a HBO dirigido por Antony Thomas e coproduzido por Saeed Kamali Dehghan, um ex-correspondente do Guardian no Irã.   
Houve obstruções das transmissões por satélite na tentativa de impedir as pessoas de assistirem o documentário que conta a história dessa jovem que se tornou o símbolo da luta pela liberdade, com vídeos até então inéditos, e depoimentos feito clandestimente por sua família, amigos, e também relatos detalhados sobre os acontecimentos e o que ocorreu no dia da sua morte. 
O Documentário FOR NEDA (English) e o vídeo mostrando a sua morte podem ser assistido em sites como o Youtube.